# Alloclubionoides cochlea
Alloclubionoides cochlea là một loài nhện trong họ Amaurobiidae.
Loài này thuộc chi Alloclubionoides. Alloclubionoides cochlea được miêu tả năm 2007 bởi Joo-Pil Kim, Lee & Kwon.